# Jonas Niedermanner
Jonas Maximilian Niedermanner (* 12. Dezember 1996 in Halle (Saale)) ist ein deutscher Basketballspieler.

## Laufbahn
Niedermanner stammt aus Eilenburg und betrieb Leichtathletik sowie Schwimmen, ehe er als Jugendlicher zum Basketball kam. Die erste Station seiner Basketball-Vereinskarriere war der BBV Wurzen, 2010 wechselte er an den Talentstützpunkt Leipzig, später ging er ans Sportgymnasium Halle und spielte für die U19-Jugendmannschaft des Mitteldeutschen BC in der Nachwuchs-Basketball-Bundesliga. Ab der Saison 2013/14 lief er für die Uni-Riesen Leipzig in der 2. Bundesliga ProB auf.
Im Mai 2016 wurde Niedermanner vom Mitteldeutschen BC mit einem Dreijahresvertrag ausgestattet, gewann mit den Weißenfelsern im Frühjahr 2017 den Meistertitel in der 2. Bundesliga ProA, kam im Laufe der Saison dank einer Doppellizenz aber weiterhin für Leipzig in der ProB zu Einsätzen.
Zur Saison 2017/18 wurde er (wie bereits 2015/16) mit einer Einsatzberechtigung für die BG Bitterfeld-Sandersdorf-Wolfen (erste Regionalliga) ausgestattet, um neben den Einsätzen beim MBC weitere Spielerfahrung zu sammeln. Im Sommer 2019 wechselte Niedermanner zu den White Wings Hanau in die 2. Bundesliga ProB, nach einem Jahr in Hessen nahm er ein Angebot des Zweitligisten Wiha Panthers Schwenningen an. Nach einem Jahr in Schwenningen ging er zum Ligakonkurrenten Gladiators Trier. Die Moselaner verließ er in der Sommerpause 2022, sein neuer Verein wurden die VfL Kirchheim Knights, ebenfalls in der 2. Bundesliga ProA. In seinen beiden Spieljahren in Kirchheim lag sein Punktedurchschnitt jeweils bei 7,4 je Begegnung.
Im Sommer 2024 wechselte Niedermanner zum Bundesliga-Absteiger Tigers Tübingen. In 28 Ligaeinsätzen für die Mannschaft erzielte er während des Spieljahres 2024/25 im Durchschnitt 5,6 Punkte. Im Juni 2025 nahm er ein Angebot des Zweitligakonkurrenten EPG Baskets Koblenz an.

### Nationalmannschaft
2014 nahm Niedermanner an den Olympischen Jugendspielen in Nanjing in der Basketball-Variante „3 gegen 3“ teil.